# Bobby Storey
Robert Storey, detto Bobby (Belfast, 11 aprile 1956 – 21 giugno 2020), è stato un politico irlandese, membro del Sinn Féin di Belfast, e volontario della Provisional Irish Republican Army (IRA o PIRA). Prima di essere condannato a 18 anni per possesso di armi, ha trascorso del tempo in custodia cautelare con varie accuse, e in totale ha scontato 20 anni di prigione. Ha svolto un ruolo chiave nella fuga dalla prigione di Maze, la più grande nella storia criminale britannica, e da alcune fonti è stato considerato il capo dell'intelligence dell'IRA negli anni '90.

## Biografia
La sua famiglia era originaria della zona di Marrowbone, in Oldpark Road, a nord di Belfast, ma dovette trasferirsi quando Storey era molto giovane a causa degli attacchi lealisti nel distretto, e si diresse a Manor Street, una zona sempre a nord di Belfast. Lo zio di Storey era l'allenatore di boxe Gerry Storey e suo padre, anche lui di nome Bobby, fu coinvolto nella difesa dell'area negli anni '70, quando i cattolici furono intimiditi dai lealisti all'inizio del periodo noto come The Troubles. Nella famiglia di sua madre Peggy c'erano precedenti di militanza nel repubblicanesimo irlandese, ma Storey ha affermato che "ciò che lo ha influenzato di più sono stati gli eventi che hanno avuto luogo intorno a lui", come l'attacco al bar McGurk a New Lodge, dove alcuni dei morti erano conosciuti dalla sua famiglia, o il Bloody Sunday. Così Storey lasciò la scuola quando aveva quindici anni e andò a lavorare con suo padre vendendo frutta. A sedici anni divenne membro dell'IRA.
L'11 aprile 1973, all'età di diciassette anni, fu internato e imprigionato nel campo di internamento di Long Kesh. Era stato arrestato fino a venti volte prima, ma era troppo giovane per essere internato. Nell'ottobre 1974 partecipò alla protesta a Long Kesh contro le condizioni di vita in cui si trovavano i detenuti, dando fuoco alle "celle" dove erano detenuti. È stato rilasciato dalla custodia nel maggio 1975. È stato nuovamente arrestato con l'accusa di coinvolgimento in un attacco allo Skyways Hotel nel gennaio 1976 e di rapimento e omicidio ad Andersonstown, Belfast, nel marzo 1976, ma il giudice lo ha assolto al suo processo.
Storey è stato uno dei leader nella fuga dalla prigione di Maze nel 1983, quando 38 prigionieri repubblicani sono fuggiti dai blocchi H, la più grande fuga dalla prigione nella storia criminale britannica. Fu arrestato di nuovo un'ora dopo e condannato ad altri sette anni di carcere. Rilasciato nel 1994, è stato nuovamente arrestato nel 1996 con l'accusa di avere informazioni personali su un soldato dell'esercito britannico e Brian Hutton, lo Chief Justice nordirlandese. Al suo processo nei tribunali di Crumlin Road nel luglio 1998, è stato assolto dopo che la sua difesa ha dimostrato che le informazioni personali erano state precedentemente pubblicate su libri e giornali.